# حسين أباد مدرس
حسين‌ أباد مدرس (بالفارسية: حسین‌آباد مدرس) هي قرية تقع في قسم تشناران الريفي (مقاطعة تشناران) في إيران. يقدر عدد سكانها بـ 20 نسمة .